# August Dreeke
August Dreeke (* 1905; † 5. Juni 1964 in Bremen) war ein deutscher Gewerkschafter und Verfolgter des Nationalsozialismus.

## Biografie
Dreeke wuchs in seiner Familie mit zwölf Geschwistern auf. Ab um 1923 war er als Hafenarbeiter tätig. Er trat nach der Schulzeit der Sozialistischen Arbeiterjugend (SAJ) bei, ein Jugendverband im Umkreis der SPD. Während der Zeit des Nationalsozialismus wurde er drei Mal verhaftet und er tauchte in der Tschechoslowakei unter, als die Nazis ihn unter Hochverrat anklagen wollten. 
1946 kehrte er nach Bremen zurück. Dreeke war viele Jahre ÖTV-Bezirksvorsitzender der ÖTV-Fachabteilung IV und war zuständig für die Gewerkschaftsarbeit der Hafenarbeiter, der Fischerei, der Seebäderdienste, der Binnenschifffahrt und dem Güterverkehr im ÖTV-Bereich Weser-Ems. 

## Ehrungen
- August-Dreeke-Straße in Bremen, Stadtteil Gröpelingen, Ortsteil Oslebshausen wurde nach ihm benannt.